# Hohe Börde
Hohe Börde är en kommun i Landkreis Börde i förbundslandet Sachsen-Anhalt i Tyskland.
Kommunen bildades den 1 januari 2010 genom en sammanslagning av de tidigare kommunerna Ackendorf, Bebertal, Eichenbarleben, Groß Santersleben, Hermsdorf, Hohenwarsleben, Irxleben, Niederndodeleben, Nordgermersleben, Ochtmersleben, Schackensleben och Wellen. Den 1 september tillkom kommunerna Bornstedt och Rottmersleben.